# 마레비토
마레비토(일본어: マレビト)는 시간을 정해서 타계로부터 내방하는 영적 존재, 혹은 신의 본질적 존재로 정의되는 오리구치학의 용어다. 오리구치 노부오의 사상체계에서 가장 중요한 키 개념이며, 일본인의 신앙, 타계 관념을 이해하기 위한 단서로서 민속학상 중요시된다. 한자로는 희인(稀人) 또는 객인(客人)이라고 쓴다. 마루우도(まろうど)라고도 한다.
외부로부터의 내방자, 즉 이인(일본어: 異人 마레비토[*])에게 숙소나 식사를 제공하는 접대의 관습은 세계 각지에서 보편적으로 나타난다. 그런데 일본에서는 이 풍습의 근저에 이인을 이계로부터 찾아온 신(神)으로 간주하는 「마레비토 신앙」이 존재한다고 한다.
「마레비토」라는 호칭은 1929년(쇼와 4년)에 민속학자 오리구치 노부오가 개념화했다. 그는 「객인(客人)」을 「마레비토」라고 훈하고, 그것이 본래 신과 동의어이며, 그 신은 상세의 나라로부터 내방해온다는 것을 현존하는 민간전승이나 기기신화의 내용으로부터 추론해냈다. 오리구치의 마레비토론은 「국문학의 발생 〈제3고〉」에서 그 형태가 정리된다. 이 논문에 따르면 오키나와에서의 필드워크가 마레비토 개념을 떠올린 계기가 된 것 같다.
상세(일본어: 常世 토코요[*])란 사령(死霊)들이 사는 나라이며, 그곳에는 사람들을 악령으로부터 수호해 주는 조상귀신들이 산다고 여겨졌다. 그래서 농촌 주민들은 매년 정기적으로 상세의 나라에서 조상령이 찾아와서 축복을 베풀어 준다는 믿음을 갖게 되었다. 그러나 그 강림이 드물어 “손님”, 즉 “마레비토”라 불리게 되었다고 한다. 현재는 불교행사가 된 우란분재도 원래 이 마레비토 신앙과 깊이 관계된 것으로 추정된다고 한다.
마레비토신은 제장(祭場)에서 환대를 받는데, 이윽고 외부에서 내방하는 나그네들도 “마레비토”로서 취급받게 되었다. 『만엽집』이나 『히타치국 풍토기』에는 제삿날(= 마을축젯날) 밤 외부로부터 오는 신으로 분장하는 것은 가면을 쓴 마을의 젊은이 혹은 여행자였음이 기록되어 있다. 시대가 더 지나면 “호카이비토(일본어: 乞食→비렁뱅이 거지), 유랑 예능인 등도 “마레비토”로 취급받게 되었고, 그들에 대한 환대가 이루어짐에 따라 유랑자들의 존재가 가능해졌다. 이것이 귀종유리담(존귀한 혈통의 사람이 정처 없는 여행을 떠나 간난신고를 이겨내는 설화 유형)을 낳는 신앙모태가 되었다.
신을 맞이하는 마츠리(제사, 축제)를 할 때 기둥 모양으로 세운 물체(염롱, 산차 등)에 내방신이 강림한다고 여겨졌다. 그들이 오는 곳은 바다 저 편(일본 본토의 상세의 나라, 오키나와의 니라이카나이)이다. 이후 이것이 산악신앙과 결합해서 산 위 = 하늘 너머로부터 내려오는 천손강림으로 이변했다고도 한다.
오스트리아의 민족학자 알렉산더 슬라빅은 친구 오카 마사오를 통해 일본의 마레비토 신앙에 대해 알게 되고, 이것을 게르만족이나 켈트족에게서 나타나는 “신성한 내방자” 전설과 비교연구 했다.